# Cristianesimo in Senegal
Il cristianesimo in Senegal è una religione minoritaria. Secondo dati ufficiali, la maggioranza della popolazione del Senegal (circa il 95%) è di religione islamica. I cristiani rappresentano quasi il 5% della popolazione e sono in maggioranza cattolici; fra i cristiani sono compresi anche i gruppi che mescolano il cristianesimo con le religioni africane tradizionali. Secondo stime dell'Association of Religious Data Archives (ARDA) riferite al 2015, l'islam è la prima religione del Senegal, seguita dal 90% circa della popolazione; il cristianesimo è professato dal 5,5% circa della popolazione (con una maggioranza di cattolici), mentre le religioni tradizionali africane sono seguite dal 4% circa della popolazione. La costituzione del Senegal prevede la libertà di religione e l'autogoverno delle organizzazioni religiose. Tutte le religioni si devono registrare; il governo controlla l'attività delle organizzazioni religiose per verificare che siano conformi a quelle dichiarate nella richiesta della registrazione. I ragazzi possono ricevere un'istruzione religiosa sia nella scuola pubblica che nelle scuole private, scegliendo i corsi di religione islamica o di religione cristiana. In caso di controversie riguardanti il diritto di famiglia, i musulmani possono scegliere di ricorrere ai tribunali religiosi per l'applicazione della shari'a; nelle zone rurali del nord del Paese si ricorre al giudizio informale dei tribunali religiosi anche in caso di controversie civili in cui entrambi i contendenti siano musulmani.

## Confessioni cristiane presenti

### Chiesa cattolica
La Chiesa cattolica è presente nel Paese con 1 sede metropolitana e 6 diocesi suffraganee. 

### Protestantesimo
Il protestantesimo è arrivato in Senegal nel 1862 con la missione della Società delle missioni evangeliche di Parigi, espressione della Chiesa riformata di Francia. Nel 1936 è arrivata una missione della Worldwide Evangelisation for Christ (WEC), un'organizzazione missionaria di stampo evangelico che riunisce varie denominazioni. Fra il 1950 e il 1980 sono arrivate missioni di varie organizzazioni protestanti, tra cui luterani, avventisti e battisti; questi ultimi sono arrivati con le missioni inviate nel 1962 dalla Conservative Baptist Foreign Mission Society e nel 1969 dalla Southern Baptist Convention. La prima missione metodista è invece arrivata negli anni novanta. La presenza dei protestanti è tuttavia modesta, comprendendo lo 0,2% circa della popolazione.
Le principali denominazioni presenti in Senegal sono le seguenti: 
- Chiesa protestante in Senegal: nata dalla missione della Società delle missioni evangeliche di Parigi, è stata costituita nel 1974 e nel 1982 ha consacrato il primo pastore protestante senegalese. Dopo un periodo di crisi alla fine degli anni novanta, è stata riorganizzata nel 2004 e conta oggi circa 1.000 membri: è affiliata alla Comunione mondiale delle Chiese riformate;
- Chiesa luterana del Senegal: fondata nel 1974 da missionari finlandesi, è stata riconosciuta nel 1992; è attualmente la maggiore denominazione protestante del Senegal e conta circa 7.000 membri;[7]
- Chiesa cristiana avventista del settimo giorno: presente nel Paese dal 1952, comprende in Senegal 5 chiese e conta circa 700 membri;
- Assemblee di Dio in Senegal: l'organizzazione, affiliata al movimento delle Assemblee di Dio, è arrivata in Senegal nel 1956 e ha costruito la sua prima chiesa a Dakar nel 1963;
- Associazione delle Chiese battiste del Senegal: originata dalle missioni battiste inviate nel Senegal, comprende varie congregazioni, tra cui la chiesa battista di Dakar;[8]
- Chiesa metodista unita del Senegal: originata dalla missione arrivata in Senegal nel 1995, comprende oggi 16 chiese.
- Congregazione cristiana dei Testimoni di Geova:ha avuto missionari presenti sin dagli anni 50,conta oltre 1400 fedeli in 33 congregazioni ,fonte Jw.org